# NGC 3198
NGC 3198 (również PGC 30197 lub UGC 5572) – galaktyka spiralna z poprzeczką (SBc), znajdująca się w gwiazdozbiorze Wielkiej Niedźwiedzicy. Odkrył ją William Herschel 15 stycznia 1788 roku.

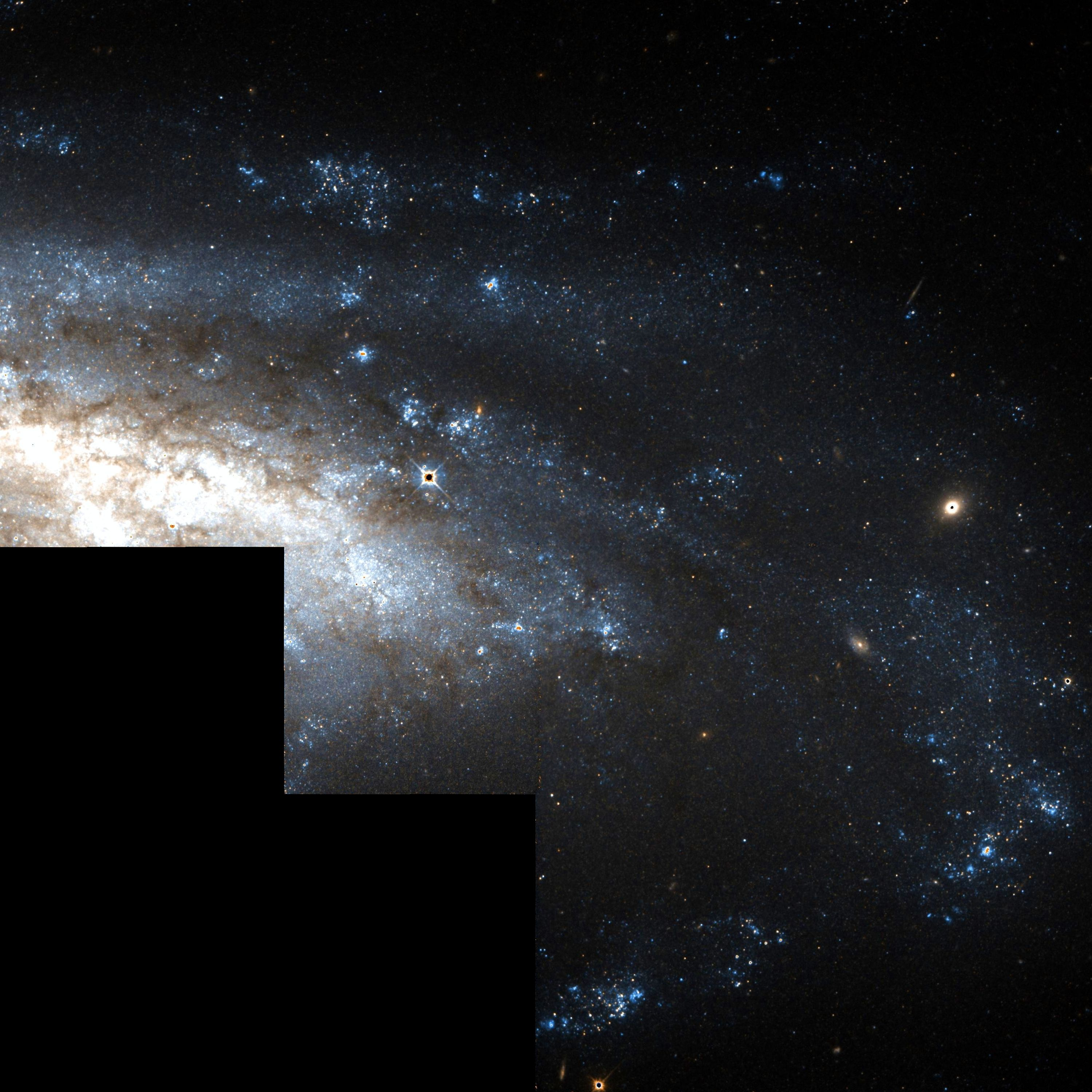
Zbliżenie fragmentu galaktyki na zdjęciu z Teleskopu Hubble’a

W galaktyce tej zaobserwowano supernowe SN 1966J i SN 1999bw.